# セヴァストーポリ (大型対潜艦)
セヴァストーポリ（ロシア語:Севастопольスィヴァストーパリ）は、ソ連で建造された大型対潜艦（большой противолодочный корабль）、のちミサイル巡洋艦（ракетный крейсер）である。艦名はクリミア半島のセヴァストーポリ市に因んでいる。1134号計画「ベールクト」で建造された4番の艦であった。

## 概要
1966年6月3日、ソ連海軍に登録された。同年6月8日、レニングラードのA・A・ジュダーノフ記念造船工場にて起工、工場番号は794を与えられた。1967年4月28日に進水、1969年9月25日に竣工して同年10月21日付けで赤旗勲章受章北方艦隊に編入された。
1971年10月31日から11月9日にかけて、キューバのハバナを訪問した。1977年8月3日付けで、大型対潜艦からミサイル巡洋艦に類別を変更された。1980年2月11日には、海軍全体のバランス調整のため赤旗勲章受章太平洋艦隊に移籍した。
1989年12月15日には武装解除されて海軍から退役し、解体と売却のため資金資産局へ引き渡された。1990年4月19日付けで除籍された。